# Samuel Sewall
Samuel Sewall (Bishopstoke, Hampshire, Inglaterra, 28 de marzo de 1652-Boston, Massachusetts, 1 de enero de 1730) fue un acomodado hombre de negocios, impresor y juez del Massachusetts colonial, que participó en los Juicios de Salem. Fue el único juez que se disculpó públicamente por su participación en los procesos.

## Primeros años
Nacido en Bishopstoke, Inglaterra, hijo de Henry y Jane (de soltera, Dummer) Sewall. Su padre era hijo del alcalde de Coventry. Se establecieron definitivamente en Newbury (Massachusetts) en 1661. En 1667 ingresó en la Universidad de Harvard. En 1674 empezó a escribir un diario, que mantuvo la mayor parte de su vida y es uno de los principales documentos para conocer la época.
Tras obtener varios títulos de teología, el examen oral de graduación de Sewall fue público y entre los presentes se encontraba Hannah Hull, hija del rico comerciante John Hull. Se enamoró de él y se casaron en febrero de 1676. Sewall se mudó a la mansión de sus suegros en Boston y pronto se involucró en la política y los negocios familiares. Hannah dio a luz catorce hijos antes de su muerte en 1717, pero la mitad murieron muy niños.
En 1681 fue nombrado impresor oficial de la colonia. Una de las primeras obras que publicó fue The Pilgrim Progress de John Bunyan. Tras la muerte de su suegro John Hull en 1683, Sewall fue elegido para sustituirlo en el Consejo de ayudantes de la colonia, un cuerpo que funcionaba tanto como Cámara Alta de Legislatura como Corte de apelaciones.

## Juicios
Como magistrado del poder judicial, fue nombrado uno de los nueve jueces para la corte Oyer and terminer en Salem durante los juicios por brujería de 1692. Su diario relata muchos de los episodios más famosos de los procesos, como la agonizante muerte de Giles Corey, y refleja el creciente malestar público hacia ellos. Un hermano de Sewall, Joseph, tuvo en su hogar una temporada a la primera niña afligida, Betty Parris, y sus tormentos desaparecieron.

## Arrepentimiento y disculpa
Sewall tenía crecientes remordimientos. Anotó en su diario el 19 de enero de 1694 que la señora Prout había fallecido "no sin sospechas de brujería". Como hombre de su tiempo, no había dejado de creer en brujas, sino que temía haber cometido un error al respecto. Su familia sufrió una serie de desgracias que él interpretó como castigos divinos por su actuación. A lo largo de los siguientes cinco años, dos de sus hijas y su suegra murieron y Hannah dio a luz un mortinato. Lo que le decidió fue oírle recitar a uno de sus hijos mayores el versículo Mateo 12:7 "Si hubierais sabido lo que esto significa, tendré misericordia y no sacrificio, no habríais condenado a los inocentes". El 14 de enero de 1697 fue leída su disculpa pública en la iglesia.
La disculpa de Seward era sincera, ya que en verdad temía la ira de Dios. Las palabras de disculpa de doce miembros del jurado, Samuel Parris y Ann Putnam, que también ofrecieron disculpas y contrición, no reflejan el sentimiento de responsabilidad personal de Sewall. Todos ellos ven su culpa como una diabólica manipulación externa, insistiendo en que eran bienintencionados pero fueron engañados por el Maligno. Sewall se disculpa por un error personal. Desde ese día, que pasó en ayuno y oración, ayunaría un día al año el resto de su vida como acto de expiación.

## Últimos años
Tras la muerte de su esposa, Sewall se casó en 1719 con Abigail (Melyen) Woodmansey Tilley, que murió a los siete meses del enlace. En 1722 se casó con Mary (Shrimpton) Gibbs, que le sobrevivió. Su sobrino Stephen también sirvió como jefe de Justicia de Massachusetts, al igual que su bisnieto Samuel. Su hermana Anne Sewall Longfellow (1662-1706) fue tatarabuela del poeta Henry Wadsworth Longfellow. Samuel Sewall murió el 1 de enero de 1730 a los 77 años y fue enterrado en Boston en la tumba familiar.

## Abolicionismo
Aparte de su participación en los juicios de Salem, Sewall se pronunció contra la esclavitud y fue uno de los primeros abolicionistas coloniales, publicando The Selling of Joseph (1700), donde se lee: "(...) la libertad es el valor verdadero al lado de la vida. Nadie (...) debe privar a otros de ella (...)", considerando "el robo de hombres un crimen atroz que introduce entre los colonos ingleses a personas que permanecerán siempre reticentes y ajenas"; aunque también creía en la segregación entre ambas razas, sostenía que "estos etíopes, tan negros como son, son hijos e hijas del primer Adán, los hermanos y hermanas del último Adán e Hijo de Dios [Jesucristo]. Deben ser tratados con agradable respeto".
Cuestionó además Sewall cuán inoportuno era quejarse de la «bárbara esclavitud» a la que eran sometidos muchos de sus compatriotas angloamericanos en África, mientras se retenían africanos en América.